# Otitesella ako
Otitesella ako är en stekelart som beskrevs av Ishii 1934. Otitesella ako ingår i släktet Otitesella och familjen fikonsteklar. Inga underarter finns listade i Catalogue of Life.